# Глега, Николай Васильевич
Николай Васильевич Глега (укр. Микола Васильович Глега; 19 июня 1989, Хмельницкий) — украинский футболист, полузащитник.

## Биография
Начинал свою карьеру в киевском ЦСКА. Затем Глега неплохо проявил себя в молдавской Национальной дивизии: там полузащитник выступал за «Олимпию». Местные болельщики дали ему прозвище «Украинский Бекхэм», а также сравнивали с Андреем Аршавиным. В начале лета 2010 года хавбек вместе со своим одноклубником Олегом Шишкиным заключил контракт с «Дачией», однако уже через два месяца Глега, оказавшийся в новом клубе лишь третьим на своей позиции, на правах аренды вернулся в «Олимпию». Там он получил тяжелую травму, из-за которой был вынужден практически полностью пропустить сезон. После своего восстановления футболист так и не смог пробиться в основной состав. В конце января 2012 года стало известно, что Николай Глега покинул «Олимпию». Затем игрок выступал на родине во второй лиге Украины.

## Достижения
- Финалист Кубка Молдавии: 2010/11.
- Бронзовый призер Чемпионата Молдавии: 2009/10.